# Bažant bronzový
Bažant bronzový (Polyplectron chalcurum) je druh bažanta, který se endemicky vyskytuje v Barisanském pohoří na indonéském ostrově Sumatra.

## Systematika
Druh formálně popsal francouzský přírodovědec René Lesson v roce 1831. Druhové jméno chalcurum pochází z řeckých slov khalkos („bronzový“) a -ouros („ocasý“; z oura = „ocas“). Bažant bronzový je řazen do rodu asijských bažantů Polyplectron. Vyskytuje se ve dvou poddruzích s následujícím rozšířením:
- P. c. scutulatum Chasen, 1941 – horské oblasti severní Sumatry;
- P. c. chalcurum Lesson, RP, 1831 – horské oblasti jižní Sumatry.

Vybraná dobová vyobrazení
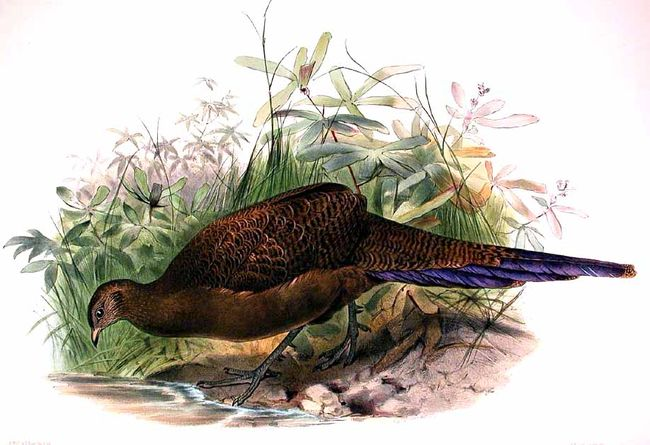
Hume and Marshall, 1880
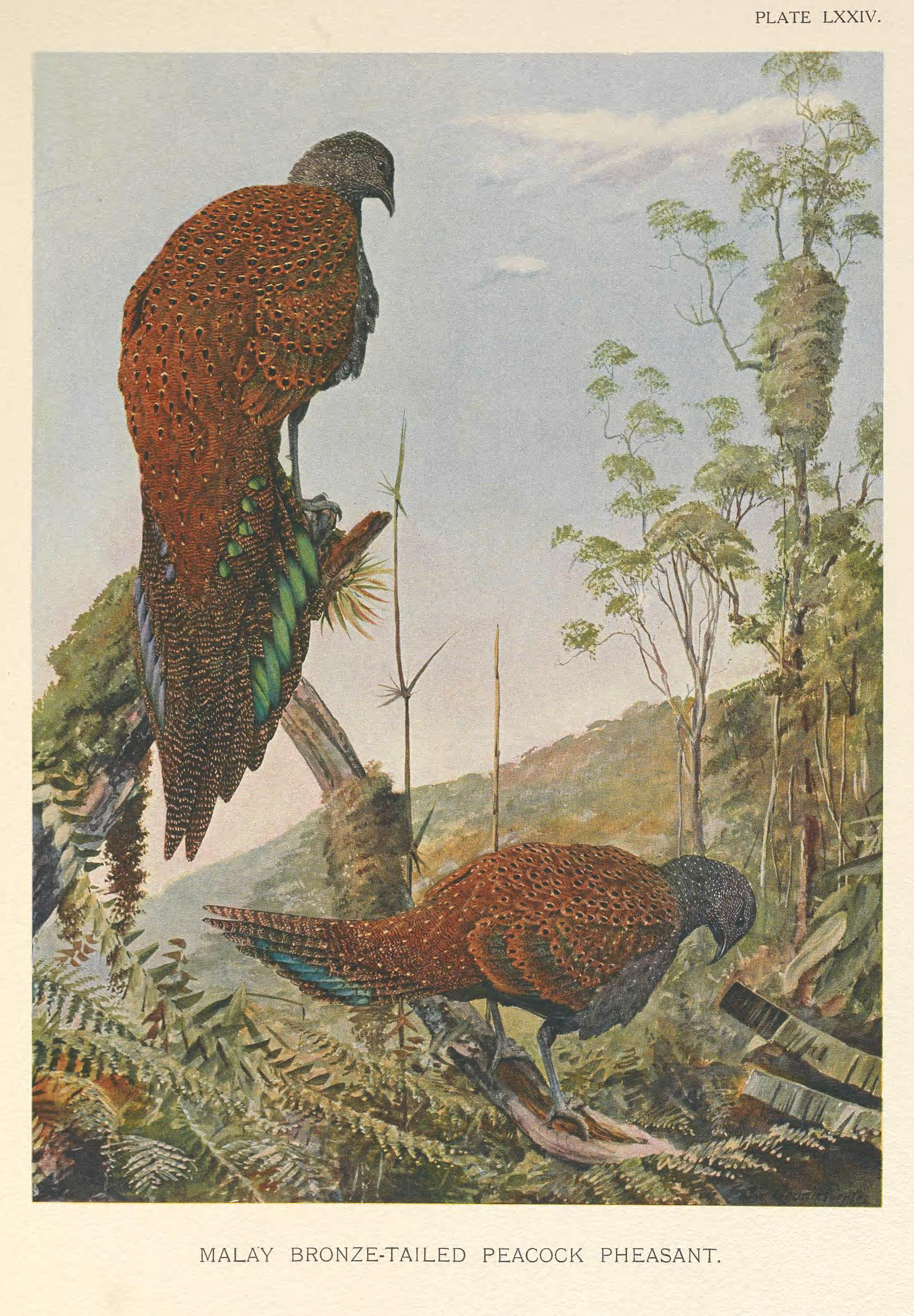
Louis Agassiz Fuertes, 1922
Ilustrace někdy z let 1700–1880
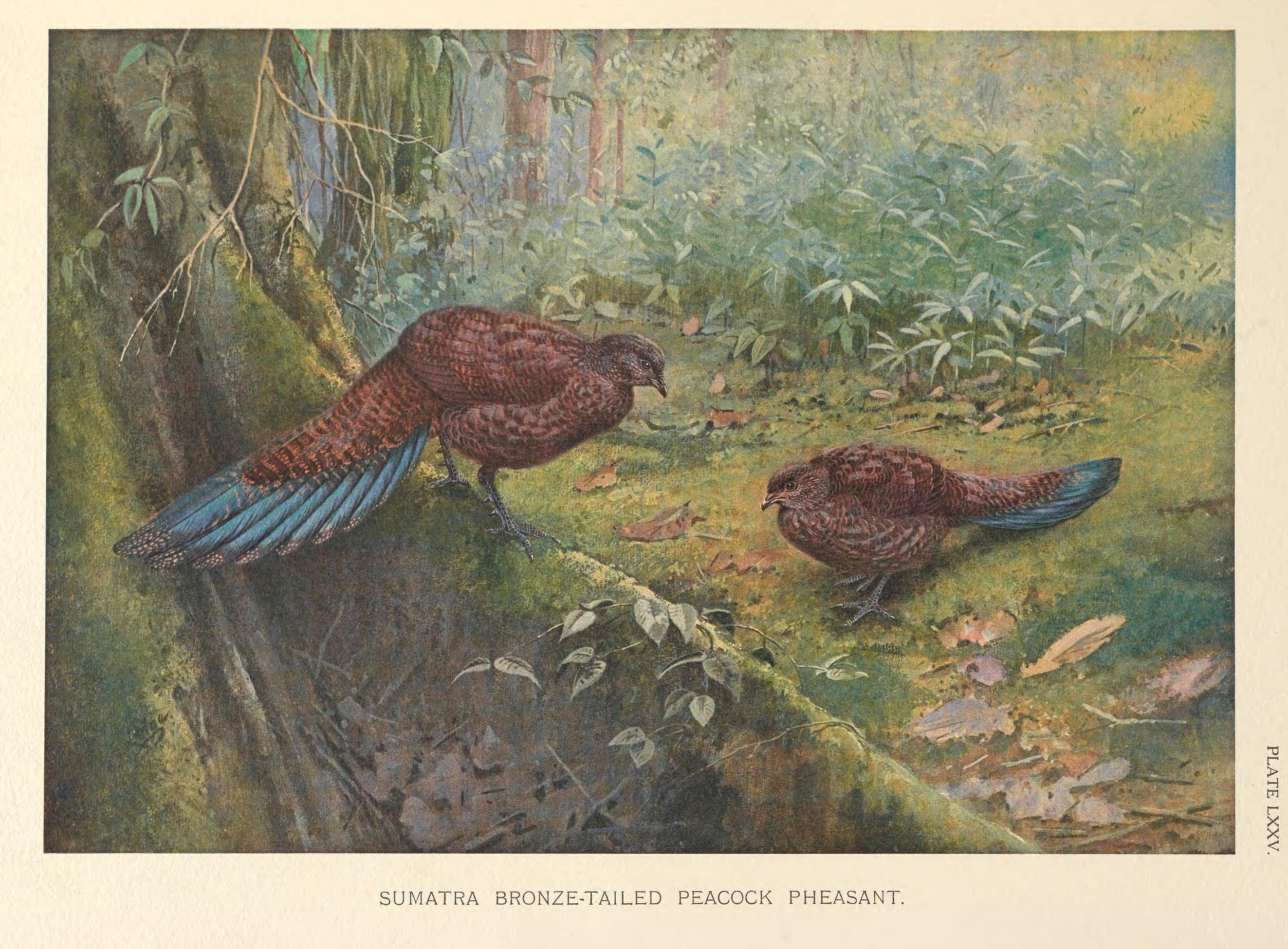
George Edward Lodge, 1922

## Popis
Tento elegantní a poměrně malý druh bažanta má kryptické hnědé opeření, které mu umožňuje dobře splynout s okolím. Samec měří kolem 56 cm, samice kolem 40 cm. Hlava je malá, chocholka chybí. Hlava, krk a celá spodní část těla je tmavě hnědá s bílým kropením na hrdle. Od hrudi dolů se nachází nevýrazné tmavé pruhování, které se zvýrazňuje na podocasních krovkách. Svrchní strana těla je kaštanově hnědá. Až na ruční letky je svrchní část těla nepravidelně tmavě kropenatá. Samci mají velmi dlouhý kaštanový ocas s černým pruhováním; barva ocasu dále od těla náhle přechází do kovově fialové, konečky ocasu mají žlutohnědé flíčky. Na rozdíl od většiny ostatních zástupců rodu Polyplectron bažanti bronzoví nemají ocelli, čili barevné skvrny na opeření připomínající oči. Samice je velmi podobná samci, avšak její ocas je kratší a jeho fialové zbarvení začíná dále od těla. Opeření juvenilních jedinců je o poznání bledší a postrádá fialově zbarvený ocas.

## Rozšíření a populace
Druh je endemický Barisanskému pohoří na Sumatře. Celková populace není známa, druh je však popisován jako místně běžný. Mezinárodní svaz ochrany přírody druh hodnotí jako málo dotčený, nicméně populace je na ústup vlivem zániku i degradace přirozených stanovišť a místně i nadměrného lovu.

## Biologie
Jedná se o velmi plaché ptáky, kteří nacházejí úkryt v husté vegetaci i při tom nejmenším vyrušení. Stanoviště druhu tvoří původní montánní pralesy i druhotné lesy včetně borovicových plantáží v nadmořských výškách 800–1700 m n. m. Živí se ovocem a hmyzem. Samci se projevují hlasitým, dalece znějícím karau-karau-karau s důrazem na mírně vyšší druhou notu. Nevýrazný pohlavní dimorfismus by napovídal, že se jedná o monogamní ptáky, to nicméně zatím nebylo potvrzeno z divoké přírody. Snůšku tvoří kolem 2 bělavě žlutohnědých vajec. Inkubace v zajetí trvá 22 dní.